# Sveti Petar (Ogulin)
Sveti Petar is een plaats in de gemeente Ogulin in de Kroatische provincie Karlovac. De plaats telt 633 inwoners (2001).